# 26 Journal Square
26 Journal Square es un rascacielos histórico en Jersey City, la ciudad más importante del estado de Nueva Jersey (Estados Unidos). Originalmente se conocía como el Labor Bank Building. Fue terminado en 1928 y tiene 15 pisos. Es el primer rascacielos de Jersey City y hasta 1931 fue el edificio más alto de la ciudad. Fue diseñado en estilo Beaux Arts por John T. Rowland. Fue agregado al Registro Nacional de Lugares Históricos en 1984.
El edificio fue originalmente la sede del Labor National Bank. El banco estaba afiliado a la Compañía Branleygran y fue establecido por Theodore M. Brandle, un aliado del alcalde de Jersey City, Frank Hague. Este canalizó los proyectos de construcción hacia el suscriptor de bonos de construcción, incluido el Pulaski Skyway. Básicamente, Brandle controlaba cualquier proyecto de construcción en el norte de Nueva Jersey, y cualquier huelga que pudiera convocar estaría respaldada por la policía de Hague. Fue renovado en 2020. En la planta baja cuenta con locales comerciales, que en la actualidad están ocupados por un restaurante de la cadena Chipotle.